# Skamander

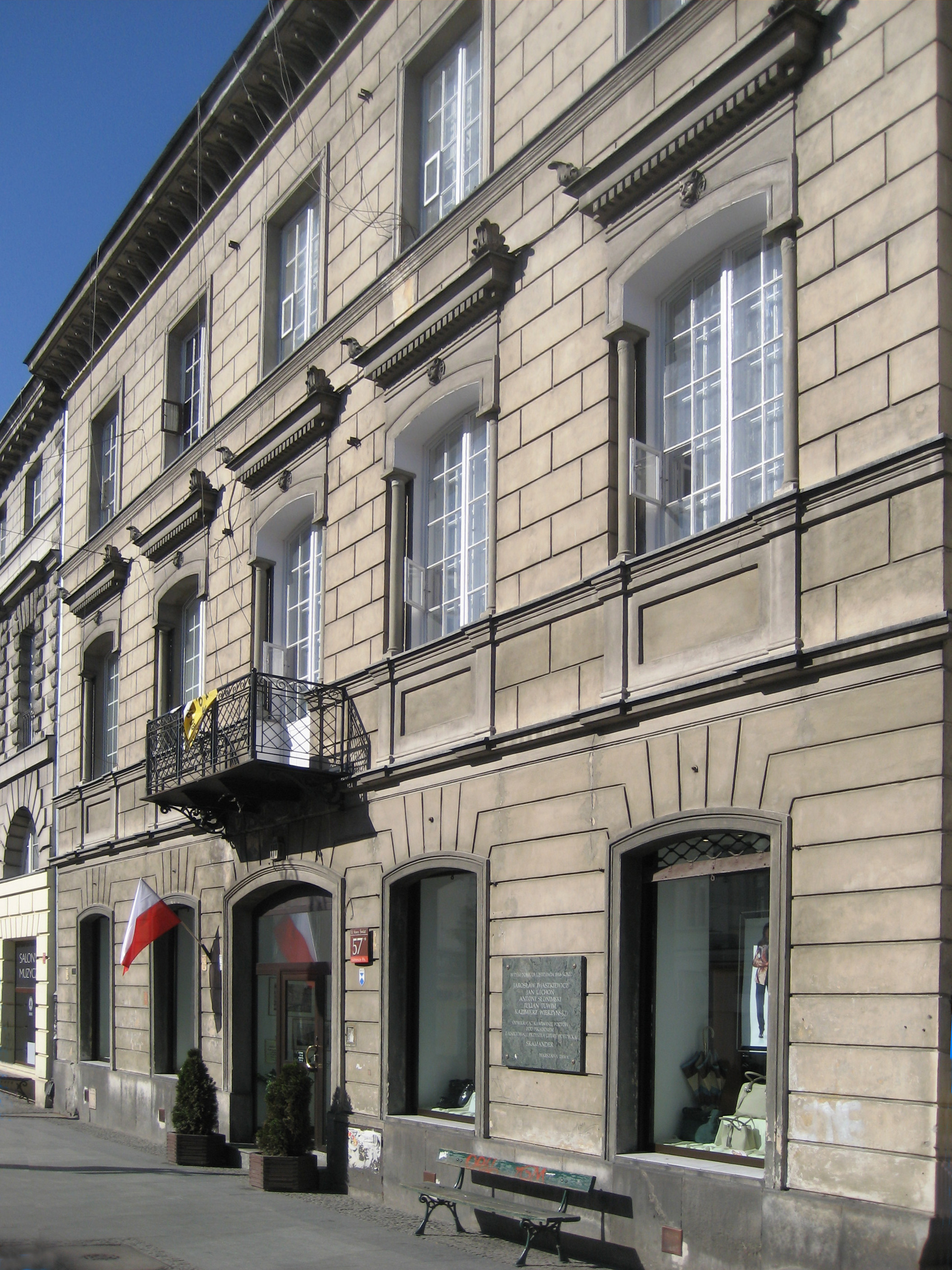
Huset vid Nowy Świat-gatan 57 i Warszawa, där Skamander bildades i november 1918.

Skamander var en grupp unga polska poeter, som bildades i Warszawa 1918.
Gruppen tog sitt namn efter det gamla grekiska namnet Skamandros på floden som flöt vid det antika Troja, numera benämnd Küçük Menderes eller Karamenderes.  Gruppen bildades av Julian Tuwim, Antoni Słonimski, Jarosław Iwaszkiewicz, Kazimierz Wierzyński och Jan Lechoń.
Den var futuristisk och ville skapa ett poesispråk som stämde väl med det moderna livet. Dess medlemmar var inspirerade av Leopold Staff och andra nyromantiska poeter.